# Льюїстаун-Гайтс (Монтана)
Льюїстаун-Гайтс (англ. Lewistown Heights) — переписна місцевість (CDP) в США, в окрузі Фергус штату Монтана. Населення — 364 особи (2020).

## Географія
Льюїстаун-Гайтс розташований за координатами 47°4′42″ пн. ш. 109°28′25″ зх. д. / 47.07833° пн. ш. 109.47361° зх. д. (47.078384, -109.473517).  За даними Бюро перепису населення США в 2010 році переписна місцевість мала площу 6,11 км², уся площа — суходіл.

## Демографія
Згідно з переписом 2010 року, у переписній місцевості мешкало 407 осіб у 165 домогосподарствах у складі 120 родин. Густота населення становила 67 осіб/км².  Було 176 помешкань (29/км²).
Расовий склад населення:
| - 95,8 % — білих - 2,2 % — корінних американців |

До двох чи більше рас належало 1,2 %. Частка іспаномовних становила 2,0 % від усіх жителів.
За віковим діапазоном населення розподілялося таким чином: 22,6 % — особи молодші 18 років, 58,2 % — особи у віці 18—64 років, 19,2 % — особи у віці 65 років та старші. Медіана віку мешканця становила 46,3 року. На 100 осіб жіночої статі у переписній місцевості припадало 101,5 чоловіків;  на 100 жінок у віці від 18 років та старших — 100,6 чоловіків також старших 18 років.
За межею бідності перебувало 7,1 % осіб, у тому числі 0,0 % дітей у віці до 18 років та 14,3 % осіб у віці 65 років та старших.
Цивільне працевлаштоване населення становило 313 особи. Основні галузі зайнятості: роздрібна торгівля — 33,5 %, будівництво — 22,4 %, фінанси, страхування та нерухомість — 10,9 %, освіта, охорона здоров'я та соціальна допомога — 10,9 %.